# Улица Тихомирова
У́лица Тихоми́рова — улица на севере Москвы, находится в Северном Медведково (Северо-восточный административный округ). Находится между сквером, соединяющим Полярную улицу с проездом Шокальского (бывшим сквером им. 60-летия ВЛКСМ), и Заревым проездом. Названа в 1967 году в честь советского русского историка академика Михаила Николаевича Тихомирова (1893—1965). Улица располагается в жилом районе, двусторонняя на всём протяжении, полотно дороги — двухполосное, общественный транспорт по улице не ходит.

## Учреждения, организации и общественные пространства
По нечётной стороне:
- № 13 — детский сад № 594;

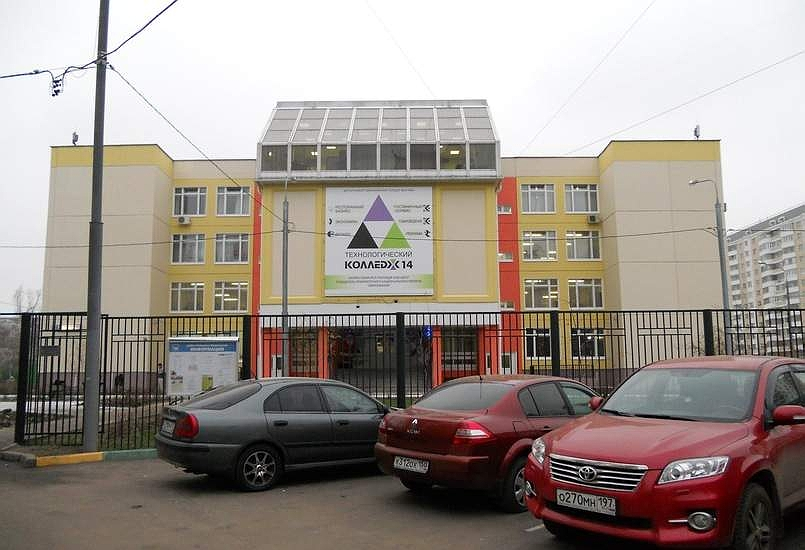
Технологический колледж № 14: Подразделение факультетов «Дизайн», «Реклама», «Экономика», «Индустрия гостеприимства»: ул. Тихомирова д. 10 корп. 1.

- № 13, корпус 2 — детский сад № 1989;

По чётной стороне:
- № 6 — общеобразовательная школа № 274;
- № 8 — детский сад № 1849;
- № 10 — общеобразовательная школа № 1380 (бывшая школа № 234);
- № 10, корпус 1 — Технологический колледж № 14. Факультеты «Дизайн», «Реклама», «Экономика», «Индустрия гостеприимства».

В начале улицы Тихомирова, между Проектируемыми проездами 6204 и 6205 располагается сквер имени 50-летия ВЛКСМ (известен также как сквер на Тихомирова и Аллея мира). Его открыли в 1968 году к 50-летию создания ВЛКСМ. В 2005 году в рамках проекта «Мир вокруг меня» в сквере обустроили «Аллею мира», где находится памятник из гранита, изображающий фигуру скорбящей женщины, а также мемориальный камень «Вечная память павшим за Отчизну на полях сражений». В 2018 году территорию обновили — обустроили спортивные, детские площадки, уложили газоны общей площадью 2385 кв. метров, высадили 134 дерева и 2171 кустарник..

## Интересные факты
Осенью 1967 — весной 1968 года в школе № 234 (ныне № 1380) проходили съёмки фильма «Доживём до понедельника».